# Shercock
Shercock (irl. Searcóg) – miasto w hrabstwie Cavan w Irlandii. Liczba ludności w 2007 roku wynosiła 1169 mieszkańców. Miasto jest położone przy skrzyżowaniu dróg R162 i R178 oraz leży nad trzema jeziorami: Lough Sillan, Steepleton's Lake and Muddy Lake.